# Dahe Zhen
Dahe Zhen (kinesiska: 大河镇) är en köping i Kina. Den ligger i provinsen Hubei, i den centrala delen av landet, omkring 510 kilometer väster om provinshuvudstaden Wuhan.
Genomsnittlig årsnederbörd är 1 681 millimeter. Den regnigaste månaden är maj, med i genomsnitt 292 mm nederbörd, och den torraste är december, med 20 mm nederbörd.